# Vladímir Pilguy
Vladímir Mijáilovich Pilguy (Dnipropetrovsk, Unión Soviética, 26 de enero de 1948), es un ex-futbolista ucraniano que jugó con la antigua selección de fútbol de la Unión Soviética. Tras su retirada ha ejercido cargos directivos en diversos clubes.

## Clubes
| Club                     | País            | Año         | Partidos | Goles |
| FC Dnipro Dnipropetrovsk | Unión Soviética | 1969        | 41       | 0     |
| FC Dinamo Moscú          | Unión Soviética | 1970 - 1981 | 223      | 0     |
| FC Kuban Krasnodar       | Unión Soviética | 1982 - 1983 | 55       | 0     |